# Hieronymus Vinders
Jheronimus Vinders ou Hieronymus Vinders, aussi Vender ou Venders (actif vers 1525-1526) est un polyphoniste néerlandais.

## Biographie[1]
Il était un membre moins connu de la génération de compositeurs qui suivit celle de Josquin des Prés, le compositeur célèbre dont il commémora la mort par une lamentation.
On ne sait quasiment rien de sa vie, sauf qu'il était maître de chant à Onze-Lieve-Vrouwe-op-de-rade, métier de l'église Saint-Jean à Gand, du 16 juin 1525 jusqu'en janvier 1526.  De cette ville, un centre important de la musique tout au long de la Renaissance, est issu un grand nombre de compositeurs et chanteurs célèbres.

## Œuvre

### Remarques générales[1]

#### Caractéristiques
La musique de Vinders a ces deux caractéristiques : celui, plus progressif, de l’imitation élaborée, caractéristique des compositions de la génération de Gombert et Clemens non Papa, et celui qui impliquait des éléments particulièrement conservateurs, tels que l'utilisation de la technique – déjà démodée autour de 1500 ou même avant –  du cantus firmus. Parfois, Vinders combine ces éléments conservateurs et progressistes dans une même œuvre, comme dans sa messe basée sur le célèbre air Fors seulement, dans laquelle il utilisa les deux cantus firmus et la parodie en même temps (la technique de la parodie était la méthode préférée de composition des messes jusqu'à la fin du siècle ; elle emprunta de nombreuses voix à un modèle polyphonique).
Deux compositions font preuve du respect que Vinders éprouvait pour Josquin : la Missa 'Stabat Mater' est une messe-parodie sur le motet de Josquin et la lamentation O mors inevitabilis fut composée à l'occasion de sa mort.
L'imitation généralisée et l'appariement des voix sont les principales techniques employées dans des compositions telles que la Missa 'Fit porta Christi pervia' et les chansons néerlandaises à quatre voix.  En revanche, le Salve Regina et l’Assumpta est Maria à cinq voix témoignent d'une forte dépendance vis-à-vis de la technique plus ancienne du cantus firmus.  Cependant, dans la Missa 'Fors seulement', il utilise, dans différentes sections, à la fois la technique du cantus firmus et celle de la parodie.
Certaines œuvres de Vinders présentent des caractéristiques inhabituelles, comme le trope à la fin du Magnificat, ce qui rend cette composition impropre à l'exécution pendant les vêpres et la transforme en une mise en musique dans le style des motets de Luc I.46-56.

#### Genres
Vinders écrivait à la fois de la musique polyphonique profane et sacrée pour voix.  On n'a pu attribuer aucune composition instrumentale à ce compositeur, qui composa surtout des œuvres sacrées.
La Missa 'Fors seulement', longtemps attribuée à Gombert, est construite sur les chansons de Févin et de Pipelare.  Vinders est répertorié en tant que compositeur dans les livres de chœur de l'Illustre confrérie de Notre-Dame à Bois-le-Duc.  Cette source est sans doute plus fiable que celle dans laquelle la composition est attribuée à Gombert.  Une comparaison du point de vue stylistique semble plutôt confirmer l'attribution à Vinders, mais la confusion témoigne de la qualité de l'œuvre de Vinders.
La Missa 'Myns liefkens bruyn ooghen' est transmise de façon anonyme par une seule source et est attribuée à Vinders (voir Jas, 1994).  La musique du deuxième Agnus Dei de cette composition a été publiée avec les paroles de la chanson originale et attribuée à Vinders.  La messe est basée sur une chanson d'Appenzeller et cite, de ce dernier compositeur, aussi du Salve Regina, dans lequel figure le même air profane.  Le psaume-motet Laudate peuri Dominum donne davantage de preuves de l'influence d'Appenzeller et semble avoir été écrit en réponse à son motet Corde et animo.
Huit motets, variant de quatre à sept voix, nous sont parvenus.  Dans la fameuse lamentation O mors inevitabilis, à sept voix, Vinders commémora la mort du célèbre compositeur Josquin des Prés, comme le firent Gombert et Appenzeller (eux sur les paroles Musæ Jovis).  Il s'agit de l'une de ses pièces les plus souvent enregistrées et qui est parfois jumelée à la lamentation de Gombert sur la mort de Josquin des Prés (lamentatio super mortem Josquini).
On a conservé trois chansons dans la langue maternelle de Vinders : le néerlandais.

### Les œuvres

#### Messes
Dans ses quatre messes, à cinq voix, il utilise différents types de sources. 
- (la) Missa 'Fors seulement', à cinq voix, SH Cod.74 (sur des chansons de Févin et de Pipelare ; attribuée à Gombert dans D-ROu Mus. XVI-49, éd. dans CMM, vi/2, 1954)
- (la) Missa 'Fit porta Christi pervia', à cinq voix, NL-SH Cod.74 (sur un plain-chant à cantus firmus)
- (la) Missa 'Myns liefkens bruyn ooghen', à cinq voix, NL-SH Cod.75 (sur la chanson néerlandaise d'Appenzeller)
- (la) Missa 'Stabat Mater', à cinq voix, SH Cod.74 (sur le motet de Josquin) ; éd. dans EMN, vii (1972)

#### Motets
- (la) Assumpta est Maria, à cinq voix, 1545
- (la) Domini est terra, à quatre voix, 1542, F-CA 125-8 (attribué à Benedictus dans D-GRu BW 640-41 ; attribué à Josquin dans Kl 4° Mus. 24) ;
- (la) Dominus regit me, à quatre voix, 1553
- (la) Laudate pueri Dominum, à cinq voix, 1557 (attribué à Hellinck dans 154420), éd. dans SCMot, xviii (1997)
- (la) Magnificat, à quatre voix, NL-Lml 1440 ;
- (la) O mors inevitabilis, à sept voix, 1545, éd. dans : Klaagliederen op den dood van Josquin, éd. A. Smijers, Josquin Desprez: Werken, i (1921)
- (la) Salve Regina, à quatre voix, D-Mbs 34
- (la) Salve Regina, à cinq voix, Mbs 34 (sur le plain-chant et sur le superius de Ghy syt die wertste boven al de Ghiselin)

#### Chansons néerlandaises
Orthographe empruntée à Bonda.
- (nl) Mijns liefskins bruijn oghen, à six voix, 15407 (mise en musique à six voix de la chanson très populaire aux Pays-Bas au milieu du XVIe siècle, publiée dans Selectissime necnon familiarissimæ cantiones, Augsbourg, M. Kriesstein, 1540)[4], contrafactum de l’Agnus Dei II de la Missa 'Myns liefkens bruyn ooghen' (éd. René Lenaerts, Het Nederlands polifonies lied in de zestiende eeuw, Malines, 1933)
- (nl) Och rat van aventueren, à quatre voix, 155118 (éd. dans RRMR, cviii 1997)
- (nl) O wrede fortune ghij doet mij treuren nu, à quatre voix, 155118 (éd. dans RRMR, cviii 1997), comme la précédente, cette chanson est à quatre voix et fut publiée dans Het ierste musijck boexken mit vier partijen (Anvers, Susato 1551)

#### Attributions douteuses
- (la) Missa 'La plus gorgiase du monde' (Missa 'per Alamyr'), à quatre voix, E-MO 771 (anonyme) ; A-Wn 11883 (attribuée à Hieronimus Winters) (sur une chanson anonyme dans D-Mbs 1516)
- (la) In illo tempore accesserunt ad Jesum, à quatre voix, NL-L 1441 (enregistré dans l'index mais enlevé du manuscrit); I-Bc Q19 (attribué à Moulu) ; A-Wn 15941 (attribué à Mouton), éd. dans SCMot, vii (1989)

## Ressources

### Sources
- (en) Atlas, Allan W.  Renaissance Music: Music in Western Europe, 1400–1600. New York, WW Norton & Co., 1998  (ISBN 0-393-97169-4).
- (nl) Bonda, Jan Willem.  De meerstemmige Nederlandse liederen van de vijftiende en zestiende eeuw, Hilversum, Verloren, 1996  (ISBN 90-6550-545-8).
- (nl) Borren (van den), Charles.  Geschiedenis van de muziek in de Nederlanden, vol. I, Anvers, 1948.
- (en) Elders, Willem.  Symbolic Scores: Studies in the Music of the Renaissance, Leyde, Brill, 1994  (ISBN 9004099700)  (ISBN 9789004099708)
- (en) Jas, Eric.  « Nicolas Gombert’s Missa Fors seulement: a Conflicting Attribution », Revue belge de musicologie, xlvi, N.V. De Nederlandsche Boekhandel, 1992, p. 163-177.
- (en) Jas, Eric.  A Rediscovered Mass of Jheronimus Vinders? From Ciconia to Sweelinck [Une messe redécouverte de Jheronimus Vinders ? De Ciconia à Sweelinck] Donum natalicium, éd. A. Clement, Willem Elders et Eric Jas, Amsterdam, 1994, p. 221-243.
- (en) Jas, Eric.  « Vinders [Vender, Venders], Jheronimus », The New Grove Dictionary of Music and Musicians, vol. 26, éd. Stanley Sadie et John Tyrrell, Londres, 2001  (ISBN 1561592390). (ISBN 9781561592395) (version en ligne, éd. L. Macy, consulté le 16 août 2007).
- (en) Wegman, Rob C.  Ghent, Grove Music Online, éd. L. Macy (consulté le 3 septembre 2007).